# Copelatus ejactus
Copelatus ejactus är en skalbaggsart som beskrevs av Omer-cooper 1965. Copelatus ejactus ingår i släktet Copelatus och familjen dykare. Inga underarter finns listade i Catalogue of Life.